# Самоковски говор
Самоковски говор е диалектът, говорен в Самоковското поле. На изток по долината на река Марица той преминава в ихтиманския говор, a на запад в дупнишкия.

## Характерни особености
1. Най-често се употребява a вместо стб. ѫ, ъ и ь (дап, маш, гàлап; дàска, сан, пèсак, четвъ̀ртак; лаштѝ). Има и случаи с o вместо стб. ъ (coc нèго, воф сèло, подàрок, пỳпок), както и с у вместо стб. ѫ (мỳка, сỳшта).
2. Вместо лъ, ъл след устнена (лабиална) съгласна се използва гласната у: буà (бълха), вук, вỳна, пун (пълен), музèм (мълзем), йàбука (ябълка).
3. Меки съгласни л’, н’ в края на думата и в средата пред съгласна: сол’, крал’, прийàтел’, осѝл’, парцàл’, фасỳл’, ден’, кон’, кòрен’, кумѝн’, тигàн’, бòл’к’а, лỳл’к’а, престѝ’л’ка, сèн’к’а, грàн’к’а.
4. За Самоков и някои села около него (като залятото от яз. Искър Шишманово) е характерна употребата на шч вместо шт: шчо, лèшча, нèшчо, пỳшча, шчèрка.
5. Мъжки род единствено число се членува с -о: гърбò, носò, стòло, човèко, ден’ò, кòн’о, крàйо, мажò.
6. Глаголите в 1 л. ед. ч. сег. време окончават на -м: вòдим, нòсим, òдим, перèм, пѝшем.
7. Частица за бъдеще време к’е, подобно на повечето югозападни говори: к’е ѝдем, к’е кàжем, к’е четè, к’е напрàват, к’е ỳчат.